# 塔季扬娜·戈洛温
塔季扬娜·戈洛温（俄語：Татья́на Голови́н，羅馬化：Tatiana Golovin，1988年1月25日—）是一位法國網球選手。她成名於2004年的法國網球公開賽的混合雙打比賽與同胞里夏尔·加斯凯奪下混雙冠軍，在2006年美國網球公開賽，也有出色的表現，曾經晉級到八強，不敵當年的美網冠軍瑪麗亞·莎拉波娃。
她出生於俄羅斯莫斯科，後來隨著父母移民到法國。隨後取得法國公民資格，她有二位姊妹Olga和Oxana。她有六年的時間在美國著名的Nick網球學院，接受專業的網球訓練，他精通英語、法語、俄羅斯語三種語言。她的教練為前世界第一马茨·维兰德，她的男朋友為法國著名的足球新秀萨米尔·纳斯里一同居住於倫敦北部的Hampstead。

## 外部連結
- 塔季扬娜·戈洛温的国际女子网球协会官方資料（英文）
- 塔季扬娜·戈洛温的國際網球總會 職業／青少年 官方資料（英文）
- Fed Cup - Player profile - Tatiana GOLOVIN (FRA) （页面存档备份，存于）

| 獎項            | 獎項               | 獎項          |
| --------------- | ------------------ | ------------- |
| 前任： 莎拉波娃 | WTA最佳新秀 2004年 | 繼任： 米尔扎 |